# Nuovakkapää
Nuovakkapää är en kulle i Finland.   Den ligger i den ekonomiska regionen Norra Lappland och landskapet Lappland, i den norra delen av landet, 900 km norr om huvudstaden Helsingfors. Toppen på Nuovakkapää är 462 meter över havet, eller 123 meter över den omgivande terrängen. Bredden vid basen är 1,8 km.
Terrängen runt Nuovakkapää är kuperad österut, men västerut är den platt.  Trakten runt Nuovakkapää är nära nog obefolkad, med mindre än två invånare per kvadratkilometer. Det finns inga samhällen i närheten. 